# サーレワーク・ゼウデ
サーレワーク・ゼウデ（アムハラ語: ሳህለወርቅ ዘውዴ, ラテン文字転写: Sahle-Work Zewde, 1950年2月21日 - ）は、エチオピアの政治家。現役の外交官だった2018年10月、エチオピア連邦議会から全会一致で大統領に選出された。エチオピア初の女性大統領である。
外交官時代は国際連合のアフリカ連合特別代表や国連アフリカ連合事務局長などを務めた。アムハラ語とフランス語、英語を使うことができる。
名はサヘレウォルクやサフレウォク、サハレワルクなどとも書かれる。

## 経歴
アディスアベバに生まれる。アムハラ人とグラゲ人の血を引く。アディスアベバのフランス系インターナショナルスクール、リセ・ゲブレ＝マリアムやフランスのモンペリエ大学で学んだ後、エチオピア外務省に入省。外交官として駐セネガル大使（1989年 - 1993年、マリ・カーボベルデ・ギニアビサウ・ガンビア・ギニア兼轄）や駐ジブチ大使（1993年 - 2002年、政府間開発機構常駐代表兼務）、駐フランス大使（2002年 - 2006年、チュニジア・モロッコ兼轄、国際連合教育科学文化機関常駐代表兼務）を歴任した。また、アフリカ連合や国連アフリカ経済委員会の常駐代表、外務省アフリカ総局長なども務めた。エチオピアで女性が大使に任命されたのは、ヨディト・エミルに次いでサーレワークが2人目であった。
国際連合では潘基文事務総長のもとで特別代表や中央アフリカ共和国統合平和構築部隊 (BINUCA) 部長を歴任した後、2011年にナイロビ事務局長に任命された。2018年には、新たに事務総長に就任したアントニオ・グテーレスから、女性として初めて、事務次長級のポストであるアフリカ連合特別代表兼国連アフリカ連合事務局長に任じられた。
2018年10月25日、サーレワークは突如辞任したムラトゥ・テショメの後任として、エチオピアの大統領に指名された。1995年のエチオピア連邦民主共和国成立から数えて、4代目の大統領となる。任期は6年。エチオピアで女性が国家元首となったのはエチオピア帝国時代の女帝ザウディトゥ以来で、女性が大統領となるのは初めてであった。再任は求めず、2024年10月7日に連邦議会にてタイエ・アツケセラシエ外相が後任の大統領に選出され即日就任し、サーレワークは退任した。